# HMS Afridi (F07)
HMS Afridi (L07/F07) là một tàu khu trục lớp Tribal được chế tạo cho Hải quân Hoàng gia Anh Quốc trước Chiến tranh Thế giới thứ hai. Nó đã phục vụ trong Thế Chiến II và bị mất sớm trong cuộc xung đột, khi bị đánh chìm bởi một cuộc không kích ngoài khơi Na Uy vào tháng 5 năm 1940. Tên nó được đặt theo tên một chủng tộc Pashtun tại Pakistan và Afghanistan, và nó là chiếc tàu chiến thứ hai của Hải quân Hoàng gia mang cái tên này.

## Thiết kế và chế tạo
Afridi được đặt hàng cho xưởng tàu Newcastle-upon-Tyne của hãng Vickers-Armstrong vào ngày 10 tháng 3 năm 1936 trong Chương trình Chế tạo Hải quân 1935. Nó được đặt lườn vào ngày 9 tháng 6 năm đó, và được hạ thủy vào ngày 8 tháng 6 năm 1937, được đỡ đầu bởi Lady Foster. Cũng được hạ thủy cùng ngày hôm đó tại cùng xưởng tàu này là con tàu chị em HMS Cossack. Afridi được hoàn tất và nhập biên chế vào ngày 3 tháng 5 năm 1938 với chi phí 341.462 Bảng Anh, không tính đến vũ khí và thiết bị thông tin liên lạc do Bộ Hải quân Anh cung cấp.

## Lịch sử hoạt động

### Trước chiến tranh
Việc chạy thử máy nghiệm thu được thực hiện vào ngày 29 tháng 4 năm 1938 trong một cơn giông lớn, nhưng Afridi trải qua mà không gặp sự cố gì. Khi nhập biên chế, nó được phân về Chi hạm đội Khu trục 1 trực thuộc Hạm đội Địa Trung Hải vốn còn bao gồm những tàu khu trục chị em khác cùng lớp Tribal. Nó rời cảng Portland vảo ngày 27 tháng 5 để đi Malta, đến nơi vào ngày 3 tháng 6. Đến tháng 7, nó rời Malta để tuần tra ngoài khơi bờ biển Địa Trung Hải của Tây Ban Nha. Đang khi diễn ra cuộc nội chiến tại nước này, giống như các tàu chiến Anh khác ở khu vực, nó có các vạch sơn rộng màu đỏ, trắng và xanh trên tháp pháo "B" để máy bay thuộc các phe Cộng hòa và Quốc gia có thể dễ dàng nhận biết các tàu Anh trung lập.
Vào ngày 18 tháng 9 năm 1938, Afridi đi đến Istanbul, Thổ Nhĩ Kỳ cho một chuyến viếng thăm thường lệ. Sự kiện Hiệp ước Munich và việc Đức xâm chiếm Tiệp Khắc đã khiến cho phần còn lại của chuyến đi đến Hắc Hải bị hủy bỏ. Sau đó nó lên đường đi Alexandria, Ai Cập và lưu lại một thời gian ngắn trước khi lên đường gia nhập Chi hạm đội Khu trục 4 tại Malta. Vào ngày 23 tháng 2 năm 1939, nó lên đường đi Gibraltar nơi Hạm đội Nhà và Hạm đội Địa Trung Hải tập trung để tập trận phối hợp; đây là cuộc tập trung hạm đội lớn chưa từng thấy trong lịch sử với hơn 100 tàu chiến và 13 vị đô đốc, nhằm thử nghiệm và đánh giá nhiều khía cạnh của chiến tranh trên biển. Afridi sau đó được rút khỏi cuộc tập trận sau khi bị va chạm với chiếc HMS Penelope trong lúc đang chuyển thư tín, và quay trở về Malta để sửa chữa. Khi việc sửa chữa hoàn tất, nó lại gia nhập Chi hạm đội Khu trục 4 và lên đường đi Alexandria để gặp gỡ hải đội. Nó trải qua hời gian còn lại trước chiến tranh thực hành và viếng thăm các cảng.

### Bắc Hải
Cho dù Anh Quốc lo ngại Ý sẽ tham gia chiến tranh theo phía chống lại Anh, họ lại chứng tỏ tư thế trung lập; vì vậy các biện pháp đề phòng để hộ tống vận tải và kiểm soát phong tỏa trở nên không cần thiết. Do đó Chi hạm đội Khu trục 4 lại được lệnh quay trở lại quần đảo Anh, và từ lúc đó chi hạm đội hầu như không tồn tại vì mỗi chiếc lớp Tribal được phân công những nhiệm vụ độc lập khác nhau. Afridi được điều đến Bắc Hải cùng với Lực lượng Humber đặt căn cứ tại Immingham. Đến tháng 12, nó được chuyển đến Rosyth để làm nhiệm vụ hộ tống các đoàn tàu vận tải đi lại giữa Anh và Na Uy.
Vào tháng 1 năm 1940, một số khiếm khuyết bộc lộ, bao gồm rò rỉ và vấn đề về cánh turbine, buộc Afridi phải được sửa chữa tại một xưởng tàu thương mại ở Tây Hartlepool. Công việc sửa chữa kéo dài suốt tháng 2 và tháng 3, và nó hoạt động trở lại vào tháng 4 dưới quyền chỉ huy của Đại tá Hải quân Philip Vian, làm nhiệm vụ bảo vệ và hộ tống vận tải ngoài khơi bờ biển Na Uy. Trong các hoạt động này, nó chịu đựng sự tấn công mạnh mẽ cả trên không lẫn từ mặt biển, khi tàu chị em HMS Gurkha bị đánh chìm và các tàu chiến HMS Rodney, HMS Glasgow và HMS Southampton bị hư hại. Afridi thoát được mà không bị hư hại, và nó quay về Scapa Flow để tiếp nhiên liệu và tiếp đạn dược. Nó tiếp tục tuần tra tại vùng biển Na Uy, thỉnh thoảng phải chịu đựng các cuộc không kích đang khi bảo vệ các đơn vị của hạm đội hay hộ tống các đoàn tàu chở quân.

### Bị đánh chìm
Vào ngày 1 tháng 5 năm 1940, Afridi được bố trí cùng các đơn vị khác của hạm đội ngoài khơi vũng biển Namsen, chờ đợi để triệt thoái 5.400 người trong số 12.000 binh lính Anh và Pháp tại miền Trung Na Uy sau những nỗ lực thất bại của phe Đồng Minh nhằm chiếm Trondheim. Sang ngày 2 tháng 5 tại Namsos, nó đón lên tàu binh lính thuộc Trung đoàn Hoàng gia Lincolnshire để chuyển họ sang chiếc tàu tuần dương phụ trợ Pháp El Kantara, và vào những giờ đầu tiên của ngày 3 tháng 5 đã đón lên tàu binh lính Tiểu đoàn Hallamshire thuộc Trung đoàn York và Lancaster. Nó chờ đợi một đội hậu vệ 36 người đi đến Namsos; một số xe vận tải và xe chở đạn dược bị bỏ lại trên bến cảng, và nó là chiếc tàu cuối cùng rời cảng. Sau khi gia nhập một đoàn tàu hướng đến Shetland, các tàu chở quân và tàu hộ tống chịu đựng một loạt các cuộc không kích. Lúc 10 giờ 00, chiếc tàu khu trục Pháp Bison thuộc lớp Guépard bị đánh trúng trực tiếp vào cầu tàu, khiến hầm đạn phía trước nổ tung và bắt đầu chìm phần mũi. Afridi, Imperial và Grenade tiến đến để trợ giúp đồng thời đánh trả hai đợt không kích khác trong lúc đang cứu vớt những người sống sót.
Imperial và Grenade rời đi để bắt kịp đoàn tàu vận tải, và Afridi cũng tiếp nối vào giữa ngày sau đi đánh đắm Bison bằng hải pháo. Khi nó gia nhập trở lại đoàn tàu, một cuộc không kích khác của máy bay bổ nhào lại nổ ra. Afridi bị các máy bay Junkers Ju 87 tấn công từ cả hai bên mạn, khiến cho việc cơ động lẩn tránh kém hiệu quả. Nó bị đánh trúng hai quả bom, một quả xuyên qua phòng vô tuyến và phát nổ bên dưới cạnh phòng nồi hơi số 1, quả thứ hai trúng vào mạn trái ngay trước cầu tàu và gây một đám cháy lớn ở cuối phòng ăn sàn dưới. Imperial áp sát phía mạn trái và Griffin tiếp cận phía mạn phải để cứu vớt những người sống sót, bao gồm Đại tá Philip Vian. Lúc 14 giờ 45 phút, Afridi lật úp và chìm với mũi chìm trước ở tọa độ 66°14′B 5°45′Đ / 66,233°B 5,75°Đ, vào đúng ngày kỷ niệm năm thứ hai đưa vào hoạt động. 53 thành viên thủy thủ đoàn đã bị mất cùng với con tàu, trong đó có một sĩ quan; ngoài ra số tổn thất còn có 13 binh sĩ, những người thương vong duy nhất trong số lực lượng 12.000 binh lính triệt thoái khỏi Andalsnes và Namsos; cùng 35 trong số 69 thủy thủ Pháp mà nó cứu vớt từ Bison.